# Carburador

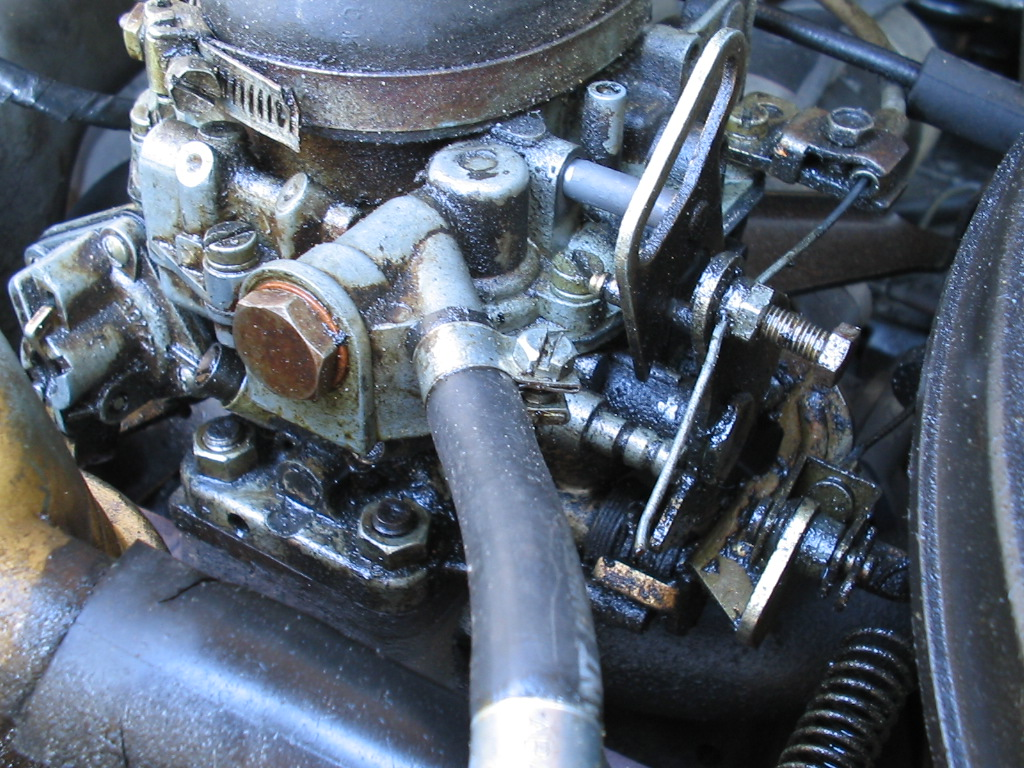
Carburador de automóvil

El carburador es el dispositivo que se encarga de preparar la mezcla de aire-combustible en los motores explosión. A fin de que el motor funcione más económicamente y obtenga la mayor potencia de salida, es importante que el combustible esté mezclado con el aire en las proporciones óptimas. En el caso de la gasolina, estas proporciones, denominadas factor lambda, son de 14,7 partes de aire en peso por cada parte de combustible; es lo que se llama «mezcla estequiométrica». Pero en ocasiones se necesitan otras dosificaciones, lo que se llama mezcla rica (factor lambda menor de 1) o bien mezcla pobre, es decir factor lambda mayor.

## Construcción y operación del carburador

Sección transversal de un carburador básico

El carburador posee una sección donde se mezclan la gasolina y el aire y otra sección donde se almacena la gasolina a un nivel muy preciso, por debajo del nivel del orificio de salida (cuba). Estas dos secciones están separadas pero conectadas por la tobera principal.
La relación de aire-combustible es determinante en el funcionamiento del motor. Esta mezcla, llamada también factor lambda, indicada en el párrafo anterior no debe ser menor de unas 10 partes de aire por cada parte de gasolina, ni mayor de 17 a 1; en el primer caso hablamos de «mezcla rica» y en el segundo de «mezcla pobre». Por debajo o por encima de esos límites el motor no funciona bien, llegando a «calarse», en un caso "ahogando" las bujías y en el otro calentándose en exceso, con fallos al acelerar y explosiones de retorno.
En la carrera de admisión del motor, el pistón baja dentro del cilindro y la presión interior del cilindro disminuye, aspirando aire desde el purificador (filtro), carburador y colector de admisión fluyendo hasta el cilindro. Cuando este aire pasa a través del estrechamiento del carburador (venturi), la velocidad se eleva, y por el efecto Venturi aspira la gasolina desde la tobera principal. Esta gasolina aspirada es soplada y esparcida por el flujo de aire y es mezclada con el aire.
Esta mezcla aire-combustible es después aspirada dentro del cilindro. 

### Válvula aceleradora
Para que el usuario pudiese controlar a voluntad las revoluciones a las que trabaja el motor se añadió al tubo original una válvula aceleradora que se acciona mediante un cable conectado a un mando del conductor llamado acelerador.
Esta válvula aceleradora permite incrementar el paso de aire y gasolina al motor a la vez que se mantiene la mezcla en su punto. La mezcla aire/gasolina se denomina gas, por lo tanto al hecho de incrementar el paso de la válvula se le llama coloquialmente «dar gas».

#### Guillotina
Para controlar el gas en ciertos carburadores se usa un tipo de válvula llamada guillotina que consiste en un disco que atraviesa el tubo perpendicularmente. Cuando se incrementa el paso, la guillotina se va deslizando hacia arriba como un telón dejando una abertura cada vez más grande.

#### Mariposa
También se usa como válvula la mariposa, que es un disco de metal cruzado diametralmente por un eje que le permite girar. En posición de reposo se encuentra completamente perpendicular al tubo y parcialmente abierta; al acelerar se va incrementando su inclinación hasta que queda completamente paralela al tubo.
El eje de la mariposa sobresale por un lado, donde toma forma de palanca para ser accionada mediante el cable.

## Principio de operación del carburador
El carburador opera básicamente con el mismo principio que un pulverizador de pintura. Cuando el aire es impulsado, cruzando el eje de la tubería pulverizadora, la presión interior de la tubería cae. El líquido en el pulverizador es por consiguiente aspirado dentro de la tubería y atomizado cuando es rozado por el aire. Cuanto mayor sea la rapidez del flujo de aire que atraviesa la parte superior de la tubería de aspiración, mayor es la depresión en esta tubería y una mayor cantidad de líquido es aspirada dentro de la tubería.

## Historia

### Origen
Este instrumento fue desarrollado en la segunda mitad del siglo XIX junto con el motor de combustión interna de gasolina (Ciclo Otto) para permitir la mezcla correcta de los dos componentes que necesita el motor de gasolina: aire y combustible, así como para permitir controlar a voluntad la velocidad a la que operaba el motor.
El carburador ha sido la tónica en todos los motores basados en gasolina (2 tiempos y 4 tiempos) desde el siglo XIX hasta la década de 1980.

### Evolución
Con el tiempo el carburador fue evolucionando y añadiendo dispositivos para optimar su funcionamiento. 
Adquirió su forma definitiva en los años 60-70, puesto que es en esa época cuando los diseñadores de motores se percataron de que el sistema había llegado al límite y que se necesitaba implementar mecanismos más avanzados para incrementar la eficiencia y facilidad de manejo por parte del usuario.
Sin embargo, fue en los años 80 cuando el carburador alcanzó máximo desarrollo tecnológico ya que se fabricaron unidades bastante sofisticadas destinadas a modelos de automóviles de gama alta intentando emular la eficiencia, rendimiento y facilidad de manejo de una inyección multipunto de combustible, pero con la respuesta y sonoridad tradicionales. Al final el sistema demostró ser un fracaso debido a que su complejidad provocaba problemas de ajuste y mantenimiento, que terminaban provocando mayor consumo y más fallos que un carburador tradicional. 
También hubo un intento de aplicar la gestión electrónica al carburador, con el mismo nefasto resultado. Sin embargo, el carácter monolítico del carburador hace que sea complejo de controlar electrónicamente. Por lo tanto, los sistemas de inyección, al tener una naturaleza más modular se ajustan mejor a la gestión electrónica.
Salvo las aberraciones de los 80, el carburador usado actualmente en diversas aplicaciones no automovilísticas tiene un diseño similar desde los años 60.
De este modo, el carburador fue perdiendo mercado progresivamente hasta que a mediados de los 90 en que fue definitivamente reemplazado en automóviles y motocicletas de alta cilindrada.

### Reemplazo
A partir de los años 1960 se empezó a comercializar el reemplazo del carburador, una solución más eficiente y avanzada basada en inyección multipunto con un inyector por cilindro, que permite obtener más potencia y menor consumo sobre la misma mecánica.

#### El sistema monopunto
A finales de los 1980 y con el objetivo de aprovechar todas las mecánicas de automóvil que ya estaban diseñadas o construidas para carburación, apareció un instrumento llamado "inyección monopunto".
Este sistema consiste en un instrumento que se coloca en el sitio del carburador (manteniendo el mismo filtro de aire y el mismo colector de admisión) y que contiene una mariposa y un inyector. En lugar de pulverizar por depresión, es el inyector quien pulveriza la cantidad adecuada en función de las revoluciones y del comportamiento del acelerador.
Este sistema añadía eficiencia al motor aunque no incrementaba su potencia.
Al ser una solución temporal terminó desapareciendo cuando dejaron de existir en el mercado sistemas diseñados para carburación. Fue sustituido por la inyección multipunto tradicional.

### El carburador actualmente
Aunque haya desaparecido del mercado del automóvil y de la motocicleta de altas prestaciones, hoy día el carburador sigue presente y se sigue montando en millones de máquinas debido a las desventajas de la inyección en maquinaria ligera y de bajo coste: mayor precio, peso, volumen y complejidad.

#### Tipos de máquinas que siguen usando carburador
Actualmente se valora el carburador junto con el motor de dos tiempos en vehículos y maquinaria ligeros. A pesar de ser el montaje menos eficiente, es el más barato y el que obtiene más potencia por unidad de peso.
Se usa en maquinaria agrícola ligera (motosierras, motocultores, etc), en ciclomotores y motocicletas de baja cilindrada, en los generadores eléctricos móviles y en los vehículos de modelismo con motor. También se siguen empleando en motores alternativos aeronáuticos, donde la inyección electrónica aún no representa un avance sustancial.
En todos los casos las ventajas son similares: bajo peso, bajo coste, fácil mantenimiento, buenas prestaciones, fácil transporte y mayor fiabilidad.

## Accesorios del carburador
Con el tiempo se hizo patente la necesidad de que se añadiesen al básico tubo de Venturi diferentes dispositivos con el objetivo de mejorar y refinar el funcionamiento del motor, así como de incrementar su rendimiento.
Un ejemplo de estos dispositivos pueden ser el starter o cebador, el avance automático y el inyector de aceleración (también conocido como bomba de pique).

### Regulador de mezcla
Ya que el clima, condiciones del aire y calidad de la gasolina comercializada son diferentes en cada zona pueden afectar al funcionamiento del motor de forma que pida una mezcla más rica o más pobre de la que fue otorgada por diseño.
El accesorio más básico de un carburador es el regulador de mezcla. Consiste en una válvula regulable (un grifo diminuto) que se ubica en el conducto que suministra la gasolina al tubo de Venturi y que se abre o cierra mediante un tornillo montado en la carcasa del carburador.
También se utiliza en motores antiguos para mantener los gases de escape dentro de los límites legales ya que al empobrecer la mezcla disminuyen los niveles de contaminantes y el consumo.
Coloquialmente se llama "carburar" al hecho de ajustar la mezcla para que el motor queme en condiciones óptimas. Como las condiciones atmosféricas y la composición de la gasolina no son constantes se recomienda ajustar la mezcla periódicamente.

### Ahogador

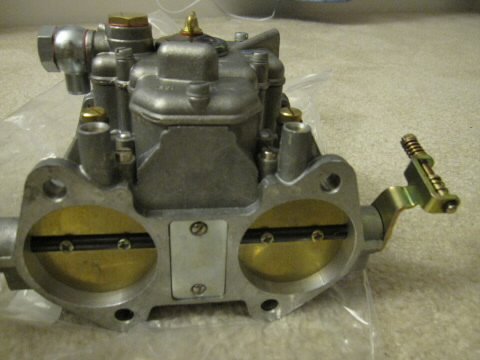
Estranguladores tipo mariposa de un carburador Weber.

El ahogador (también conocido como «estrangulador», «válvula de aire», «arrancador», «cebador» y «estárter») es un dispositivo que por diversos mecanismos incrementa la riqueza de la mezcla para que el motor arranque correctamente y tenga un funcionamiento suave mientras no haya alcanzado la temperatura de trabajo.
Si el carburador carece de este dispositivo o este actúa de forma insuficiente se puede emular su funcionamiento manteniendo el acelerador ligeramente por encima del ralentí.
El dispositivo consiste en una mariposa o guillotina que cubre de forma total o parcial la boca del carburador. Sin embargo, reciben distintos nombres en función de la naturaleza del mecanismo que activa el dispositivo. Existen tres tipos de ahogador: manual, térmico y eléctrico.

#### Ahogador manual
Es el más elemental y también el más común en los ciclomotores y motocicletas.
Consiste en un tirador o palanca que está al abasto del conductor. Este tirador acciona un cable que actúa directamente sobre el starter. Hasta los años 70-80 solamente se usaba este sistema.

#### Ahogador térmico
Es considerado starter automático ya que el conductor no necesita intervenir para accionarlo. Solamente sirve para los motores refrigerados por líquido.
Es un sistema más avanzado en el cual el carburador consta de un dispositivo formado por un pequeño bombo con un termostato (muelle bimetal) en el interior y lleva conectado un manguito que forma parte del circuito de refrigeración del motor. 
El sistema tiene un muelle que hace que el starter se mantenga cerrado mientras el motor está parado o frío. Cuando el líquido alcanza la temperatura de trabajo del motor, el muelle del termostato (al ser más potente que el muelle de cierre) vence y mantiene el starter abierto mientras no baje la temperatura del refrigerante.

#### Ahogador eléctrico
Es el sistema más avanzado que usan los carburadores. Consiste en un sensor eléctrico de temperatura similar al que va conectado al tablero y permite consultar la temperatura del refrigerante. En lugar del bombo hay un electroimán que mantiene cerrado el starter mientras el sensor no alcance la temperatura indicada.

#### Arrancador de tipo estárter
Es un dispositivo no muy común que incorporan algunas unidades pero que hoy día está en desuso. Consiste en un cuerpo de pequeño diámetro ajustado para dar una mezcla muy enriquecida. Se activa con un tirador manual que en lugar de accionar una guillotina que cubre el cuerpo principal del carburador, abre este cuerpo suplementario que aporta riqueza a la mezcla.

### Inyector de aceleración
El inyector de aceleración, también llamado bomba de aceleración o bomba de pique, es un dispositivo que lanza un chorro de gasolina adicional cuando el conductor aprieta el acelerador, permitiendo una respuesta más rápida del motor e incrementa la aceleración. Esto se debe a que el combustible líquido es más pesado que el aire y tiene una mayor inercia. Por esta razón, al acelerar, el aire que entra al carburador aumenta su velocidad casi instantáneamente, mientras que la gasolina, al ser más pesada, tarda más tiempo en alcanzar el caudal correcto para mantener la mezcla en las proporciones correctas. Agregar combustible adicional mientras se acelera el motor, permite mantener la cantidad de combustible óptima, manteniendo el rendimiento del motor.
Los hay de diversas formas en función de cómo se propulsa la gasolina:
- De émbolo: el carburador tiene un pequeño depósito cilíndrico con un pistón que sube o baja en función de si se pisa o suelta el acelerador. Cuando se pisa el acelerador, el pistón sube y empuja hacia el inyector una cantidad de gasolina proporcional al gas que da el conductor.
- De bomba: es más complejo e incorpora una diminuta bomba eléctrica que va lanzando gasolina a presión mientras el motor está acelerando.

### Avance automático
El avance del encendido es un proceso que se lleva a cabo en el distribuidor de encendido y que consiste en adelantar dinámicamente (de forma automática) el momento de chispa respecto del punto ideal para permitir más explosiones por unidad de tiempo y que el motor pueda ganar o perder revoluciones rápidamente. 
Ya que cuando se mueve el acelerador cambia la depresión o succión que hace el motor, el avance automático del distribuidor se acciona mediante un pulmón neumático que está montado en él y en función del vacío o depresión que recibe modifica el avance. A más depresión más avance de encendido.
Para que el avance automático funcione y el motor acelere coordinadamente es necesario sincronizarlo con el carburador. Lo que permite esta coordinación es un manguerín conectado por una parte al cuerpo del carburador y por la otra al pulmón, de forma que este tiene continuamente información de si el motor va a acelerar.
Efectivamente el avance también se puede dar en sentido inverso y se le llama atraso. Consiste en el proceso que permite que el motor desacelere. Cuando se retira el pie del acelerador, se cierra la mariposa y el aire prácticamente deja de circular, por lo que casi desaparece la depresión causada por el motor. Cuando decae la depresión se dice que atrasa para permitir al motor volver al punto de ralentí.
El proceso es el siguiente:
- El conductor aprieta el acelerador.
- Se abre la mariposa, se incrementa el paso de aire y se añade gasolina adicional.
- Al aumentar el paso de aire se incrementa la depresión.
- Esta depresión llega al distribuidor a través del manguerín.
- El pulmón mueve el dispositivo de avance permitiendo que el motor responda al régimen solicitado por el conductor.

- El conductor retira el pie del acelerador.
- Se cierra la mariposa y el vacío disminuye al mínimo.
- Al no tener depresión el avance vuelve al mínimo, como resultado el motor mantiene un ralentí estable.

(este sistema se sigue usando en inyección de gasolina por la versatilidad que ofrece a bajas y altas vueltas)

### Pulmones
Son unos dispositivos que constan de una carcasa y una membrana interna que van conectados con un tubo fino al conducto de admisión. Su objetivo es accionar dispositivos en función de cambios en la depresión del aire que va hacia el motor. 
Sirven para realizar tareas de una manera más suave, controlada y precisa que si tuviera que hacerlo el conductor. Por ejemplo pueden conectar y desconectar la bomba de aceleración cuando es preciso, impedir la apertura de los cuerpos adicionales cuando no son necesarios, o incluso ajustar el ralentí.

### Carburador con doble cuerpo

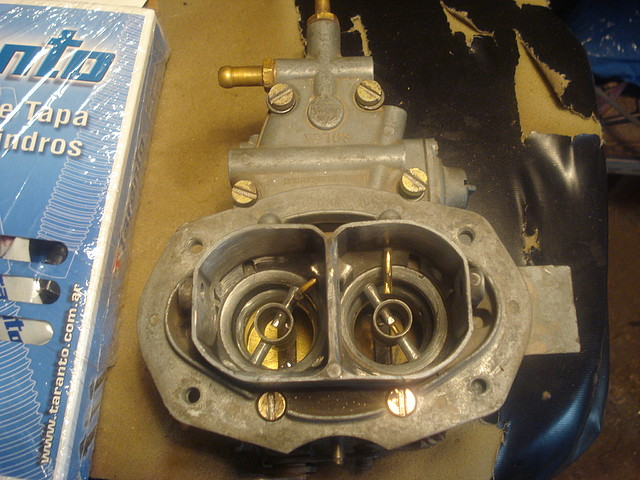
Carburador doble boca Solex 34/34.

Al montar sistemas más deportivos usando carburadores monocuerpo se encontró un dilema, si se buscaba un gran rendimiento había que usar un carburador de gran calibre, con eso se hacía complicado mantener una buena combustión y un consumo razonable en conducción tranquila. Igualmente si se usaba un monocuerpo de calibre pequeño para optimizar combustión y consumo se obtenía un rendimiento insuficiente. 
Para solventar este problema se desarrollaron los carburadores de múltiples cuerpos (o bocas); «doble, triple y cuádruple cuerpo». Estos carburadores habitualmente trabajan en modo progresivo, esto significa que hay un cuerpo base que se usa para conducción habitual y se añade un cuerpo suplementario para condiciones de alta exigencia.
El primer cuerpo o base suele tener un diámetro menor, con menor paso de gasolina que permite tener un consumo comparable al de un utilitario. Mientras que el segundo cuerpo o suplementario consiste en un tubo igual o mayor que permite más caudal de gasolina y otorga la máxima aceleración en condiciones puntuales de exigencia.
El segundo cuerpo se abre con el acelerador de forma que una vez abierto todo el primer cuerpo, si el conductor sigue apretando se abre el segundo y así sucesivamente.
La utilidad principal de  múltiples cuerpos es proporcionar aceleración extra en momentos puntuales ya que una vez termina el proceso de aceleración y se estabiliza la velocidad solamente se requiere el uso del primero, salvo que se llegue a velocidades muy elevadas (en torno al 75% de la velocidad punta).

#### Múltiples cuerpos con apertura controlada
El principal defecto del sistema de múltiple cuerpo es que si al abrir el siguiente cuerpo no se efectúa con suma precisión pueden suceder varias cosas:
- Si es muy pronto se provoca un exceso de gasolina con la consiguiente mala combustión. Al aumentar demasiado el paso de aire se produce una caída en la depresión que provoca que el aire entre más lentamente en el motor. Lo que provoca síntomas de ahogo en el motor y puede disminuir el rendimiento e incrementar el ruido y el consumo innecesariamente.
- Si se abre bruscamente puede dar tirones o fallas.
- Si es demasiado tarde provocaría una aceleración inferior a la máxima que puede proporcionar el sistema.

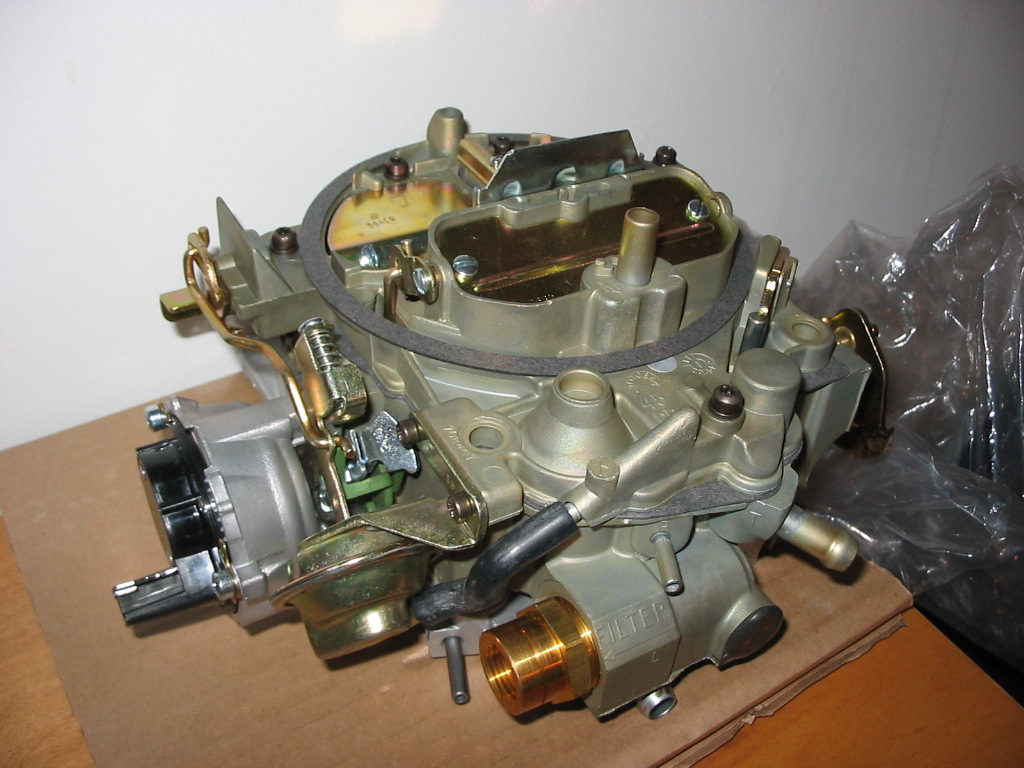
Carburador Rochester Quadrajet de cuatro bocas de 1982.

Por ello en los modelos más avanzados de carburador progresivo los  múltiples cuerpos no se puede abrir directamente con el acelerador.
De esta forma el siguiente cuerpo está controlado por un pulmón que solamente permite abrirlo en el momento adecuado para que el rendimiento sea el máximo, se denominan pulmón de segunda boca. El conductor "pide" usarlo al accionar a fondo el acelerador pero solamente se abrirá cuando llegue el punto idóneo, mediante depresión de vacío, similar al avance del distribuidor. Estos sistemas suelen ser eficientes pero con el paso del tiempo pueden presentar algunos problemas debido al desgaste del pulmón, por eso es común encontrar el accionamiento de las bocas adicionales de manera mecánica.

### Carburador de cuatro bocas
También conocido como de "cuatro gargantas", se comportan como carburadores independientes y el hecho de estar juntos tiene, entre otras ventajas, el ahorro del material y abaratamiento de fabricación. Estos carburadores, para proporcionar de forma eficiente la mezcla correcta durante cualquier régimen de funcionamiento, poseen circuitos de marcha en ralentí, marcha normal, bomba de aceleración y de combustible secundarios. Además lleva un motor de arranque (starter) automático para la puesta en marcha del motor.